# LSD (álbum)
Labrinth, Sia & Diplo Present... LSD, también conocido simplemente como LSD, es el primer álbum de estudio del grupo musical LSD. Originalmente programado para ser lanzado por Columbia Records el 2 de noviembre de 2018, se retrasó hasta el 12 de abril de 2019.

## Antecedentes
LSD, compuesto por el cantante y productor inglés Labrinth, la cantautora australiana Sia y el productor estadounidense DJ Diplo, fue objeto de burlas el 11 de marzo de 2018 por Diplo después de que publicara una foto de un casete con el logo de LSD en su Instagram. Se lanzaron 5 sencillos antes del lanzamiento, así como un remix de Genius, con Lil Wayne.

## Lanzamiento físico
El álbum fue lanzado en CD, y se lanzó una edición japonesa que contenía cuatro remixes extra. El 28 de junio de 2019, se lanzó un vinilo de color de edición limitada.

## Sencillos
"Genius" fue lanzado el 3 de mayo de 2018 como el sencillo principal del álbum. Afectó a la radio alternativa en los EE. UU. El 19 de junio de 2018, y aparece en el videojuego de EA Sports, FIFA 19.
"Audio" sirvió como el segundo sencillo del álbum. Fue lanzado el 10 de mayo de 2018 e impactó a la radio de éxito contemporánea en los EE. UU. El 26 de junio de 2018.
El tercer sencillo, "Thunderclouds", fue lanzado el 9 de agosto de 2018. Se usó como el tema principal de la campaña promocional del Samsung Galaxy Note 9, y se presentó ampliamente en partes de los anuncios de la compañía, así como en el evento de revelación en Nueva York el 9 de agosto de 2018. El sencillo es el más exitoso hasta la fecha, habiendo obtenido más de 330 millones de reproducciones en Spotify, hasta febrero de 2020.
"Mountains" fue lanzado como el cuarto sencillo del álbum el 1 de noviembre de 2018.
"No New Friends" se puso a disposición para su descarga el 14 de marzo de 2019.
Un remix de "Heaven Can Wait" de The Aston Shuffle fue lanzado el 24 de mayo de 2019.

## Recepción de la crítica
LSD recibió críticas mixtas de los críticos. Kat Bein de Entertainment Weekly escribió que LSD no tenía miedo de "ponerse raro" en este proyecto y elogió el álbum, señalando que su "mezcla de vibraciones tropicales y ganchos experimentales le dan un paisaje agradable, exuberante y variado de tonos y ritmos. ".  Escribiendo para Pitchfork, Dani Blum criticó el álbum, escribiendo que suena como "un basurero algorítmico de música pop" y que el contenido lírico es "estúpido".  Jem Aswad de Variety señaló que hay "varias gemas" en las pistas del álbum y elogió la producción de Labrinth y Diplo. Al comentar para NME, El Hunt le dio a LSD 3 de 5 estrellas, elogiando pistas destacadas "excepcionales" como "Thunderclouds" y "Genius", pero también insinuando que el álbum es genérico, y aquellos que deseen música más experimental deberían "[mirar ] en otro lugar ". Neil Z. Yeung de AllMusic calificó el álbum con 3.5 de 5 estrellas, describiendo el álbum como "bueno y divertido", y como una "experiencia para abrazar y disfrutar".El álbum recibió una calificación promedio ponderada de 60 basada en reseñas de siete críticos en el agregador de reseñas Metacritic, lo que indica una recepción "mixta o promedio".

## Desempeño comercial
El álbum ha acumulado más de mil millones de reproducciones en Spotify. Debutó y alcanzó el puesto número 70 en el Billboard 200 de  y 44 en la lista de álbumes del Reino Unido,  y ha sido certificado Platino en Brasil y Oro en Noruega.  

## Listado de canciones
Adaptado de iTunes.
| Listado de canciones |                                     |                                                        |                                                                       |          |  |
| N.º                  | Título                              | Escritor(es)                                           | Productor(es)                                                         | Duración |  |
| 1.                   | «Welcome to the Wonderful World Of» | Thomas Pentz, Timothy McKenzie y Sia Furler            | Diplo y Labrinth                                                      | 1:56     |  |
| 2.                   | «Angel in Your Eyes»                | Pentz, McKenzie y Furler                               | Diplo, Labrinth y Nathaniel Ledwidge                                  | 3:06     |  |
| 3.                   | «Genius»                            | Pentz, McKenzie, Furler y Philip Meckseper             | Diplo, Labrinth, Jr Blender y Gustave Rudman                          | 3:33     |  |
| 4.                   | «Audio»                             | Pentz, McKenzie, Furler, Meckseper y Henry Allen       | Diplo, Labrinth, King Henry, Jr Blender y Rudman                      | 3:24     |  |
| 5.                   | «Thunderclouds»                     | Pentz, McKenzie, Furler, Allen y Meckseper             | Diplo, Labrinth, King Henry y Jr Blender                              | 3:07     |  |
| 6.                   | «Mountains»                         | Pentz, McKenzie y Furler                               | Diplo, Labrinth, Ledwidge, Rudman, Boaz van de Beatz y Yoda Francesco | 3:14     |  |
| 7.                   | «No New Friends»                    | Pentz, McKenzie, Furler, Allen y Meckseper             | Diplo, Labrinth, King Henry, Jr Blender y Ledwidge                    | 2:55     |  |
| 8.                   | «Heaven Can Wait»                   | Pentz, McKenzie, Furler y Meckseper                    | Diplo, Labrinth, Jr Blender y Ledwidge                                | 3:15     |  |
| 9.                   | «It's Time»                         | Pentz, McKenzie y Furler                               | Diplo y Labrinth                                                      | 3:29     |  |
| 10.                  | «Genius» (Lil Wayne Remix)          | Pentz, McKenzie, Furler, Meckseper y Dwayne Carter Jr. | Diplo, Labrinth, Jr Blender y Rudman                                  | 2:42     |  |
| 30:41                |                                     |                                                        |                                                                       |          |  |

| Japón (bonus tracks) |                                          |          |  |
| N.º                  | Título                                   | Duración |  |
| 11.                  | «Audio» (CID Remix)                      | 2:41     |  |
| 12.                  | «Genius» (Banx & Ranx Remix)             | 2:56     |  |
| 13.                  | «Thunderclouds» (Lost Frequencies Remix) | 3:18     |  |
| 14.                  | «Thunderclouds» (64-bit Version)         | 1:52     |  |
| 41:35                |                                          |          |  |

## Posicionamiento en listados
| Lista (2019)                        | Mejor posición |
| ----------------------------------- | -------------- |
| Australia (ARIA)                    | 49             |
| Austria (Ö3 Austria)                | 29             |
| Bélgica (Ultratop flamenca)         | 72             |
| Bélgica (Ultratop valona)           | 66             |
| Canadá (Billboard Canadian Albums)  | 33             |
| República Checa (ČNS IFPI)          | 56             |
| Países Bajos (Album Top 100)        | 16             |
| Finlandia (Suomen Virallinen Lista) | 21             |
| Francia (SNEP)                      | 25             |
| Alemania (Offizielle Top 100)       | 49             |
| Irlanda (IRMA)                      | 45             |
| Italia (FIMI)                       | 53             |
| Japón Hot Albums (Billboard Japan)  | 96             |
| Japón (Oricon)                      | 65             |
| Letonia Albums (LAIPA)              | 14             |
| Lituania Albums (AGATA)             | 8              |
| Nueva Zelanda (Recorded Music NZ)   | 35             |
| Noruega (VG-lista)                  | 10             |
| Escocia (Scottish Albums Chart)     | 53             |
| Corea del Sur Albums (Gaon)         | 90             |
| España (PROMUSICAE)                 | 39             |
| Suecia (Sverigetopplistan)          | 17             |
| Suiza (Schweizer Hitparade)         | 24             |
| Reino Unido (UK Albums Chart)       | 44             |
| Estados Unidos (Billboard 200)      | 70             |

| Lista (2019)          | Mejor posición |
| --------------------- | -------------- |
| Francia Albums (SNEP) | 149            |